# Senat Schulz I
| Amt                                                                                      | Name                                                       | Partei | Partei |
| ---------------------------------------------------------------------------------------- | ---------------------------------------------------------- | ------ | ------ |
| Erster Bürgermeister                                                                     | Peter Schulz                                               |        | SPD    |
| Zweiter Bürgermeister                                                                    | Helmuth Kern bis 3. Oktober 1972                           |        | SPD    |
| Zweiter Bürgermeister                                                                    | Hans Rau ab 3. Oktober 1972 gemeinsam mit Reinhard Philipp |        | FDP    |
| Behörde für Wirtschaft und Verkehr                                                       | Helmuth Kern                                               |        | SPD    |
| Finanzbehörde                                                                            | Hans Rau                                                   |        | FDP    |
| Behörde für Jugend, Schule und Berufsbildung                                             | Günter Apel                                                |        | SPD    |
| Senatsamt für den Verwaltungsdienst und Behörde für Vermögen und öffentliche Unternehmen | Otto Hackmack                                              |        | SPD    |
| Bevollmächtigter beim Bund                                                               | Ilse Elsner bis 31. Dezember 1972                          |        | SPD    |
| Bevollmächtigter beim Bund                                                               | Ernst Heinsen ab 1. Januar 1973                            |        | SPD    |
| Justizbehörde                                                                            | Ernst Heinsen bis 31. Dezember 1972                        |        | SPD    |
| Justizbehörde                                                                            | Hans-Joachim Seeler ab 1. Januar 1973                      |        | SPD    |
| Arbeits- und Sozialbehörde                                                               | Ernst Weiß                                                 |        | SPD    |
| Gesundheitsbehörde                                                                       | Hans-Joachim Seeler bis 31. Dezember 1972                  |        | SPD    |
| Gesundheitsbehörde                                                                       | Ilse Elsner ab 1. Januar 1973                              |        | SPD    |
| Baubehörde                                                                               | Caesar Meister                                             |        | SPD    |
| Behörde für Ernährung und Landwirtschaft                                                 | Wilhelm Eckström                                           |        | SPD    |
| Behörde für Inneres                                                                      | Heinz Ruhnau bis 30. September 1973                        |        | SPD    |
| Behörde für Inneres                                                                      | Hans-Ulrich Klose ab 10. Oktober 1973                      |        | SPD    |
| Behörde für Wissenschaft und Kunst                                                       | Reinhard Philipp                                           |        | FDP    |